# Ernest Jaime
Jean-François Gem, noto come Ernest Jaime (Parigi, 28 aprile 1804 – Versailles, 6 giugno 1884), è stato un drammaturgo, litografo, storico dell'arte e acquarellista francese.
Era il padre del drammaturgo Adolphe Jaime (1825–1901).

## Biografia
Nato nel 1804 nell'ex 6º arrondissement di Parigi, Jean-François Gem era figlio di Sébastien Gem, fonditore, e di Anne Ducoudray che non lo ha riconosciuto. Nel 1824 visse con il padre al n° 38 di rue de Bièvre, dove era già menzionato come artista
Il 25 settembre 1824, sposò nell'ex 2º arrondissement di Parigi, Euphrasie Nitot, di 19 anni, nipote dell'orefice e gioielliere Claude Renaud Nitot (1748-1794) Si trasferì poi con la famiglia della moglie al n° 38 di rue Coquenard dove nacque il loro figlio Louis Adolphe Gem, noto come Adolphe Jaime l'anno successivo.
Rimasto vedovo, si risposò a Versailles, il 22 aprile 1880, con Amélie Rose Cuissart. Morì il 6 giugno 1884 lasciando la sua vedova nella casa situata al 45 di avenue de Saint-Cloud a Versailles.
Collaborò a Le Figaro e à La Caricature.
Le sue pièces sono state rappresentate nei teatri parigini più celebri del XIX secolo: Théâtre des Variétés, Théâtre de la Gaîté-Montparnasse, Théâtre du Palais-Royal, etc. Ha lasciato anche qualche canzone.

## Opere

### Teatro
- 1832: La Sylphide, dramma in 2 atti misto a canti, con Jules Seveste;
- 1832: Le Chevreuil, commedia-vaudeville in 3 atti, con Léon Halévy;
- 1832: Folbert, ou le Mari de la cantatrice, commedia in 1 atto mista a distici, con Halévy;
- 1832: Une course in fiacre, commedia-vaudeville in 2 atti, con Mathieu Barthélemy Thouin;
- 1832: Le Grand Seigneur et la Paysanne, ou Une leçon d'égalité, commedia in 2 atti mista a distici, con Halévy e Adolphe de Leuven;
- 1832: Grillo, ou le Prince et le Banquier, commedia-vaudeville in 2 atti, con Halévy;
- 1832: La Métempsycose, bêtise in 1 atto mista a distici, con Frédéric de Courcy;
- 1833: L'Assassin, folie-vaudeville in 1 atto, con Lauzanne;
- 1833: Le Baptême du petit Gibou, ou Madame Pochet marraine, pièce sbarazzina in 2 atti mista a distici, con Théophile Marion Dumersan;
- 1833: L'Élève de la nature, ou Jeanne et Jenny, pièce in 5 atti e in 2 parti mista a canto, con Jules Sévestre;
- 1833: M. Mouflet, ou le Duel au 3e étage, commedia-vaudeville in 1 atto, con L. Halévy;
- 1833: Les Fileuses, commedia-vaudeville in 1 atto;
- 1834: L'Aiguillette bleue, vaudeville storico in 3 atti, con Achille d'Artois e Michel Masson;
- 1834: Le Mentor faubourien, tableau-vaudeville in 1 atto;
- 1835: L'Autorité dans l'embarras, commedia-vaudeville in 1 atto, con Alexis Decomberousse;
- 1835: Le Père Goriot, dramma-vaudeville in 3 atti, con Decomberousse e Emmanuel Théaulon;
- 1835: La Tirelire, tableau-vaudeville in 1 atto, con i frères Cogniard;
- 1836: Carmagnole, ou les Français sont des farceurs, episodio dell guerres d'Italia in un atto, con Auguste Pittaud de Forges e Théaulon;
- 1836: Geneviève, ou la Grisette de province, dramma in 4 atti mista a canti, con Halévy;
- 1837: Louise Duval, ou Un préjugé, dramma in 4 atti mista a canti, con L. Halévy;
- 1837: Michel, ou Amour et Menuiserie, commedia-vaudeville in 4 atti, con Félix-Auguste Duvert e Lauzanne;
- 1838: Le Marquis de Brunoy, pièce in 5 atti, con Théaulon;
- 1838: À bas les hommes!, vaudeville in 2 atti, con Paulin Deslandes e i frères Cogniard;
- 1838: Le Cabaret de Lustucru, commedia vaudeville in 1 atto, con Étienne Arago e Dumanoir;
- 1838: Rigoletti, ou le Dernier des fous, vaudeville in 1 atto, con Jules-Édouard Alboize de Pujol;
- 1841: Pour mon fils, commedia vaudeville in 2 atti, con Jean-François Bayard;
- 1841: Les Trois Étoiles, commedia in 1 atto mista a distici, con Halévy;
- 1842: Les Informations conjugales, vaudeville in 1 atto, con Duvert e Lauzanne;
- 1842: Jaket's Club, vaudeville in 2 atti, con Ferdinand de Villeneuve;
- 1843: L'Art de tirer des carottes, vaudeville in un atto, con Marc-Michel;
- 1843: Une campagne à deux, commedia in 1 atto, con Charles Dupeuty;
- 1844: Le Carlin de la marquise, vaudeville in 2 atti, con Louis François Clairville;
- 1844: Un ange tutélaire, commedia-vaudeville in 1 atto, con Lockroy e Marc-Michel;
- 1845: Le Diable à quatre, vaudeville-féerie in 3 atti, con Michel Delaporte;
- 1845: La Morale in action, commedia-vaudeville in 1 atto, con de Villeneuve;
- 1846: Le Loup-garou, vaudeville in 2 atti, con Charles Varin;
- 1847: Les Étouffeurs de Londres, ou la Taverne des Sept-cadrans, dramma in 5 atti, con Paul Foucher;
- 1847: L'Illustration, vaudeville con lanterna magica in vetri di colore, con Léon-Lévy Brunswick;
- 1848: Le Réveil du lion, commedia vaudeville in 2 atti, con Bayard;
- 1850: Célestin père et fils, ou Jadis et Aujourd'hui, prologo d'ouverture in 3 quadri, con Hippolyte Lefebvre;
- 1850: Montansier père et fils, à propos-vaudeville d'inaugurazione in 2 quadri, con H. Lefebvre;
- 1853: Le Célèbre Vergeot, vaudeville in un atto, con Varin;
- 1854: La Corde sensible, vaudeville in un atto, con Clairville e Lambert Thiboust;
- 1856: Six demoiselles à marier, operetta in 1 atto, con Adolphe Choler, musica di Léo Delibes;
- 1872: Le Jour de la paye, commedia in 1 atto in versi;

### Storia
- 1852: À Sa Majesté l'Empereur Napoléon III, 2 vol.,
- 1866: À soixante ans,
- 1868: Un peu de tout (heures perdues),
- 1871: Les Prussiens à Versailles et dans le département de Seine-et-Oise,
- 1871: Souvenirs de 1848 à 1871,

### Canzoni
- 1850 e 1851: Chansons populaires, dédiées aux ouvriers amis de l'ordre,
- 1866: Le Nouveau Genre français,
- 1871: La Revue du 29 juin 1871: l'Emprunt, la Revanche; épître à M. Thiers,

### Litografie e acquarelli
- Musée de la caricature, ou recueil des caricatures les plus remarquables publiées en France depuis le XIVe siècle jusqu’à nos jours, 2 voll. Delloye, 1838
- Paris au XIXe siècle. Recueil de scènes de la vie parisienne dessinées d'après nature, opera collettiva, con Roger de Beauvoir, Edmond Burat de Gurgy, Albéric Second, Achille Devéria, Adolphe Adam, Paul Gavarni, Honoré Daumier etc., 1839
- Bichette, reine des amours, 1842
- La Cocotte, 1842
- Douze vues des châteaux et parcs de Versailles, dessinées d'après nature, 1857
- Saint-Germain, le château, la ville et la forêt dessinés d'après nature, 1859
- Le Palais impérial de Saint-Cloud, le parc et la ville, dessinés d'après nature, 1859
- Aux typographes versaillais, 1860
- Palais et jardins de Versailles et de Trianon, vingt-six vues dessinées d'après nature, 1867
- Dieppe, ses environs et ses habitans, ou choix de vues, monumens et costumes
- Environs de Berne, peintre à son chevalet devant un moulin à eau, acquarello